# Avesa
Avesa (Àesa o Àeza in veneto) è una frazione della città di Verona. Fu comune autonomo fino al 1927. Attualmente fa parte della Circoscrizione 2 Nord Ovest del Comune di Verona.
Si trova sulle colline a circa 3 km a nord-ovest di Verona, all'imbocco dei vaj Borago e Galina. Quest'ultimo segna a nord il confine con il comune di Grezzana e a est con la dorsale della Valpantena.

## Geografia fisica

### Territorio e natura avesana
Avesa si trova a 10 minuti dal centro storico di Verona, all'interno di una valle circondata da colline di circa 300 metri di altitudine.

### Monti circostanti
I principali monti che circondano e racchiudono la valle di Avesa sono:
- Monte Ongarine (ovest), chiamato anche monte Crocetta per via della croce posta sulla cima;
- Torricelle (est);
- Monte Arzan (est);
- Monte Spigolo (nord).

### Valli minori
Dalla valle principale, dove sorge il paese, si diramano delle valli minori (chiamate anche vaj), Le tre principali sono:
- la Val Scura, sotto il Monte Arzan;
- la Val Borago, a Nord-Ovest del monte spigolo. Questa valle comprende anche il passaggio di una parte del sentiero europeo E5.
- La Val Galina, a Nord-Est del monte spigolo.

### Corsi d'acqua
Il principale corso d'acqua del paese è il rio Lorì. Presente durante l'intero corso dell'anno, sgorga da una risorgiva nella parte alta del paese, proseguendo verso sud. Dopo pochi chilometri sfocia nell'Adige.
Il secondo corso d'acqua è il cosiddetto "Progno", torrente a carattere stagionale. Vuoto per la maggior parte del tempo, si riempie nei periodi di forte pioggia, raggiungendo in certi casi una discreta portata.

## Storia
Presso Avesa sgorga da una risorgiva il Lorì, brevissimo fiumiciattolo che entra nell'Adige dopo pochi chilometri, noto soprattutto in relazione alle lavandare di Avesa, che qui si recavano in passato a lavare i panni per conto degli alberghi, degli ospedali e dei cittadini benestanti dell'intera città. Le lavandare di Avesa trovarono menzione nelle poesie del poeta veronese Berto Barbarani. Avesa è anche citata, in quanto borgo natìo del Moro di Verona, nel romanzo La tregua di Primo Levi.

### Simboli
Lo stemma si presentava d'azzurro, alle dodici api d'oro, ordinate 5, 4, 3; alla bordura dello stesso. Lo scudo era sormontato dalla figura di Nettuno poggiato su di un'anfora da cui sgorga acqua a simboleggiare il fiume Lorì.

## Monumenti e luoghi d'interesse
- Villa Rotari-Cartolari
- Villa Scopoli
- Chiesa parrocchiale di San Martino Vescovo

La parrocchiale è dedicata a san Martino; il pittoresco campanile, costruito su progetto dell'architetto Giuseppe Barbieri, inaugurato nel 1861, con le sue melodiose 9 campane Cavadini in Reb3, è sede di una prestigiosa squadra di suonatori di Campane alla veronese. Nel maggio 2024 è stata aggiunta una decima campana a complemento di quelle già in essere.

## Cultura
Nel 2012, ad Avesa, viene fondato il gruppo musicale Contrada Lorì dall'idea del musicista Roberto Rizzini, con l'obiettivo di riprendere e riproporre il repertorio musicale di tradizione orale della zona veronese e realizzare composizioni originali, ma sempre nel dialetto della città scaligera.

### Eventi
Fra la fine del mese di maggio ed i primi giorni di giugno vi è la sagra del paese, nota come festa della comunità.
Durante le feste natalizie, sotto i portici sul retro della chiesa parrocchiale viene montato il presepio di Avesa, uno dei più belli e curati della provincia di Verona, il quale riproduce fedelmente (ma in chiave natalizia) vie e scorci della stessa Avesa. La visita al presepio ad oggi è gratuita. Nel 2023 il presepio è stato montato all'interno della chiesa.

## Economia
Nella località di Avesa è assai diffusa la coltivazione dell'olivo, e a tale scopo sono stati costruiti, nel passato, moltissimi muri a secco (MAROGNE) e terrazzamenti sulle colline che circondano il centro abitato.
Altra caratteristica degna di nota nella località di Avesa è la presenza di cave, ora abbandonate, per l'estrazione della cosiddetta "pietra gallina" (detta anche tufo), utilizzata come materiale da costruzione ed anche per la realizzazione di prodotti artistici.

## Infrastrutture e trasporti
Il 22 novembre 1914 Avesa fu raggiunta dalla rete tranviaria di Verona che veniva ad avere nel paese il proprio capolinea settentrionale. La stessa fu soppressa nel 1951.